# 皮德福
皮德福（1914年4月5日—1975年11月15日），北京人。中华人民共和国表演家。

## 生平
幼在父亲开的油线裱翻铺当学徒，12岁起业余学习车技。16岁参加演出。后以此为业。曾参加中国飞车团去印度、南洋群岛一带巡回演出。一度加入美国星际马戏团。抗日战争时期到缅甸，首创在铁网圆球中骑自行车，轰动仰光。1947年回国，因生计所迫，改行做生意。中华人民共和国成立后，参加中国杂技团，任飞车队队长。1963年，任中国杂技团艺委会副主任兼学员训练班车技教师。1975年11月15日，逝世。